# كارلوس رويز (لاعب كرة قاعدة)
كارلوس رويز (بالإسبانية: Carlos Ruiz) هو لاعب كرة قاعدة بنمي، ولد في 22 يناير 1979 في David, Chiriquí ‏ في بنما.

## وصلات خارجية
- كارلوس رويز على موقع دوري كرة القاعدة الرئيسي (الإنجليزية)
- كارلوس رويز على موقعبيزبول رفرنس.كوم (الدوري الرئيسي) (الإنجليزية)
- كارلوس رويز على موقعبيزبول رفرنس.كوم (الدوري الثانوي) (الإنجليزية)
- كارلوس رويز على موقع إي إس بي إن.كوم (أم.أل.بي) (الإنجليزية)
- كارلوس رويز على موقع مشجعي الرسوم البيانية (الإنجليزية)